# Chantiers Aéro-Maritimes de la Seine
Chantiers Aéro-Maritimes de la Seine (CAMS) foi um fabricante francês de hidroaviões, fundado em 1920, na comuna francesa de Saint-Ouen, por Lawrence Santoni. Inicialmente, a empresa construíu aeronaves de acordo os modelos da Società Idrovolanti Alta Italia (SIAI). No entanto, em 1922, a CAMS consegue que o desenhador principal da SIAI, Raffaele Conflenti, saia da empresa, para desenhar os seus próprios modelos. Os modelos mais notórios foram hidroaviões, largamente utilizados na marinha francesa.
Em 1933, a CAMS foi comprada pelo fabricante francês de aeronaves Poetz.

## Modelos
- CAMS 30  (1922) - bi-plano mono-motor de dois lugares, utilizado para treino.
- CAMS 30T (1924) - bi-plano mono-motor de quatro lugares, derivado do CAMS 30.
- CAMS 33B (1923) - bi-plano de dois motores, de quatro lugares, utilizado para reconhecimento.
- CAMS 33T (1923) - biplano de dois motores, com nove lugares, utilizado para transporte de pessoal.
- CAMS 37 (1926) - bi-plano de um motor,  de dois lugares, utilizado para treino.
- CAMS 51 (1926) - biplano de dois motores, com seis lugares, utilizado para transporte.
- CAMS 53 (1928) - biplano de dois motores, com seis lugares, utilizado para transporte.
- CAMS 55 (1928) - biplano de dois motores, com seis lugares, utilizado para transporte.